# ستانلي (لاعب كرة قدم نيجيري)
ستانلي (7 يونيو 1983) لاعب كرة قدم نيجيري يلعب حاليا لصالح نادي الدرجة الأولى سترة البحريني في مركز قلب الدفاع من 2008.